# Menaggio
Menaggio är en ort och kommun i provinsen Como i regionen Lombardiet i Italien. Kommunen hade 3 101 invånare (2018).